# Bi-rel
BI-REL è stato il sistema di regolamento lordo in tempo reale (RTGS, Real Time Gross Settlement System) italiano. 
Realizzato dalla Banca d'Italia, dal giugno del 1997 ha affiancato il sistema di compensazione nazionale (BI-COMP) e, progressivamente, ha assunto il ruolo di principale infrastruttura nazionale di pagamento in moneta di banca centrale.
Dall'inizio del 1999, con la nascita dell'euro, BI-REL ha costituito il segmento italiano del sistema TARGET (Trans European Automated Real-Time Gross Settlement Express Transfer System), interconnessione tra i sistemi RTGS delle banche centrali dei paesi che hanno adottato l'euro.
Dalla fine del 2007 il sistema TARGET è stato gradualmente sostituito da TARGET2, nuovo sistema RTGS trans-europeo che, realizzato e gestito da Banca d'Italia, Deutsche Bundesbank e Banque de France, costituisce la nuova piattaforma di regolamento condivisa (Single Shared Platform) dell'eurozona.
Nel maggio 2008 la nuova piattaforma di regolamento dei pagamenti TARGET2 è divenuta pienamente operativa. È oggi possibile effettuare un bonifico interbancario da Milano a Barcellona con la stessa facilità con cui è possibile effettuare un bonifico interbancario da Milano a Roma.